# هرسیلیا (عنکبوت)
هرسیلیا (نام علمی: Hersilia) نام یک سرده از تیرهٔ عنکبوت ساقه است.
جنس نر تا ۸ میلی‌متر، و جنس ماده تاحدود ۱۰ میلی‌متر رشد می‌کند. این عنکبوت را روی تنه درختان در باغ‌ها یا حاشیهٔ جنگل‌های قارهٔ آفریقا، آسیا یا استرالزی می‌توان یافت.